# Kira (Kleidung)

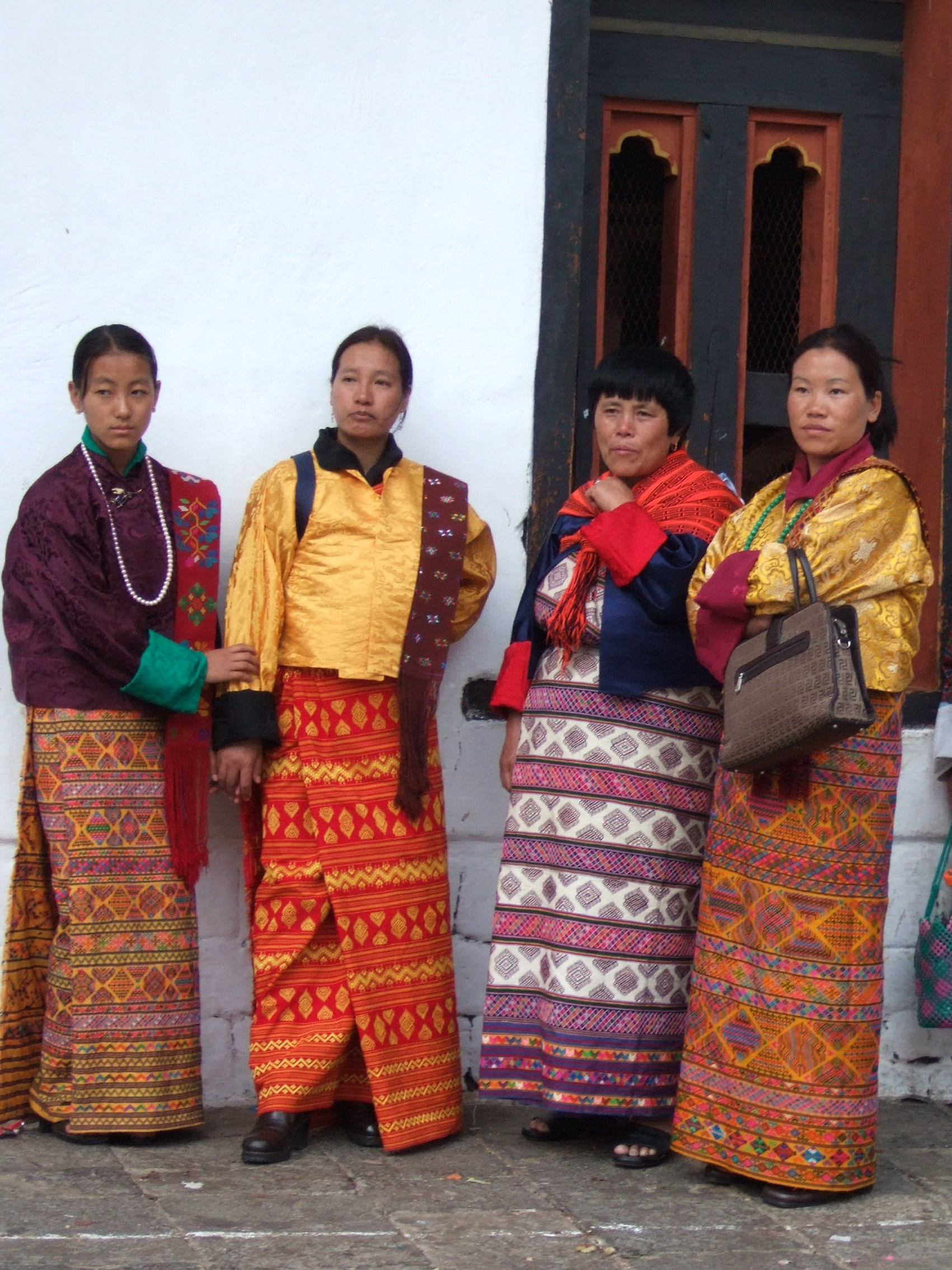
Bhutanesische Frauen mit Kira

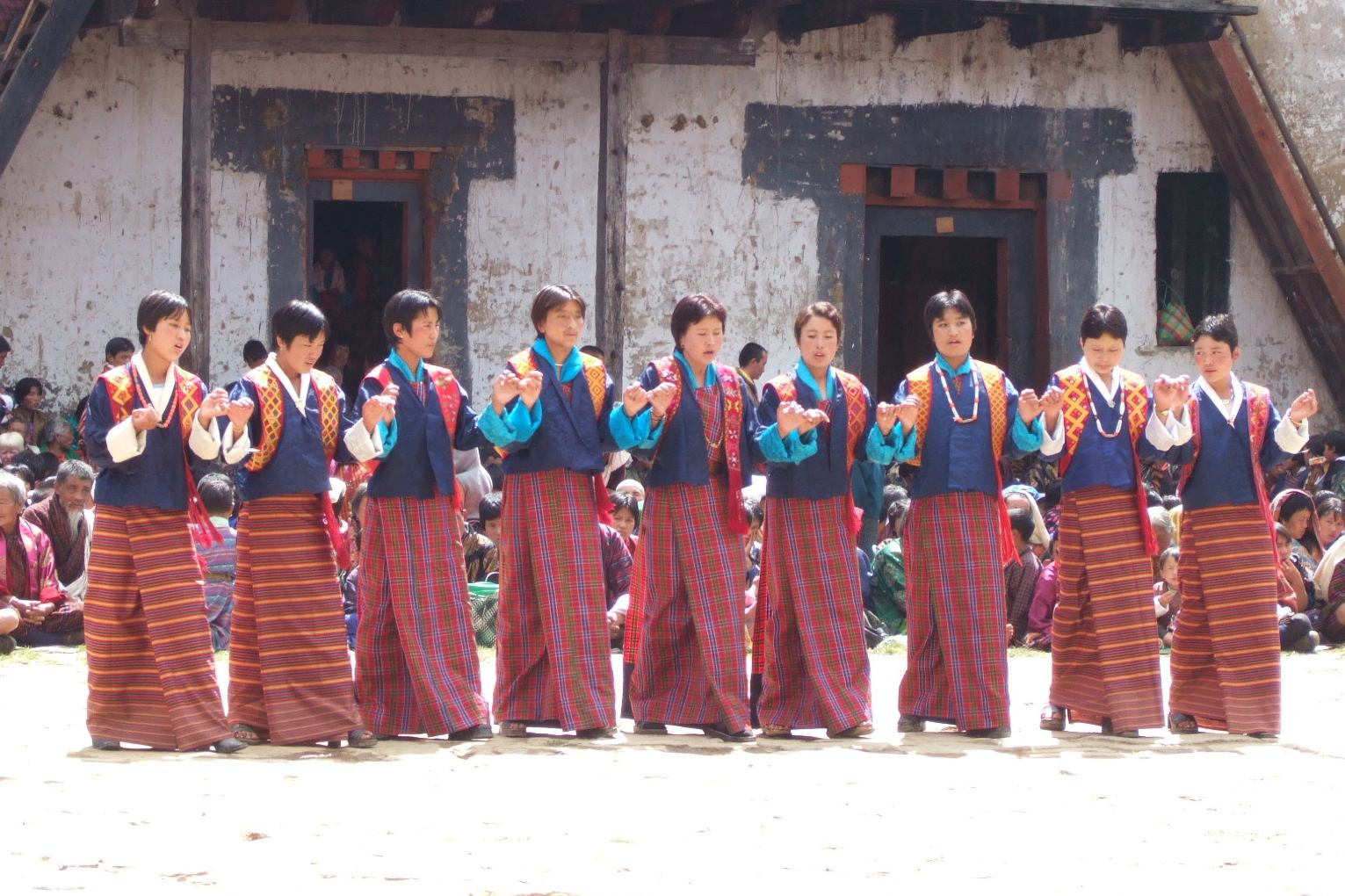
Bhutanesische Frauen mit Kira und Tego beim Tanz

Die Kira  (bhutanisch དཀྱི་ར་, དཀྱིས་རས་ Wylie dkyi-ra, dkyis-ras) ist die Nationaltracht der Frauen aus Bhutan.
Die Kira ist ein knöchellanges Kleid, welches aus einer ca. 1,4 m weiten und (je nach Person) 2–3 m langen gewobenen Stoffbahn besteht (oder aus mehreren, schmalen, die zusammengenäht werden). Der Stoff wird mit einer speziellen Technik um den Körper gewickelt und mit einer Kera, einem gewobenen Gurt, zusammengehalten. Über den Schultern wird der Stoff mit einer Brosche (Koma) befestigt. Unter der Kira wird eine langärmelige Bluse getragen (Wonju) und darüber ein hüftlanges Jäckchen (Tego). Der soziale Status wird durch die Muster, die Farbwahl und die Verzierungen des Stoffes ausgedrückt.